# Karl Wilhelm Schaeler
Karl Wilhelm Schaeler (* 21. April 1901 in Rixdorf; † 27. Juni 1986 in Bischoffen) war ein deutscher Politiker (FDP).

## Leben
Schaeler besuchte das Gymnasium und schloss mit der Obersekundareife ab. Er legte die Prüfung für den mittleren Verwaltungsdienst ab und war Beamter in der Kommunalverwaltung sowie im Reichsfinanzdienst. Er war Gründer von Jugendgruppen im Verband der Kommunalbeamten und Angestellten Preußens innerhalb des Deutschen Beamtenbundes und deren Verbandsjugendführer bis 1933. Er war bis 1933 auch Mitglied des Verbandsvorstands und des geschäftsführenden Vorstands im rheinisch-westfälischen Industriegebiet. Nach der Machtergreifung der Nationalsozialisten 1933 wurde er zunächst abgesetzt und dann erneut in seine Funktionen eingesetzt. Während des Zweiten Weltkrieges wurde er 1943 zur Wehrmacht einberufen, war Gefreiter im Sanitätsdienst und geriet 1945 in sowjetische Kriegsgefangenschaft. Nach 1945 wurde er wegen der Gründung des Deutschen Beamtenbundes in Ost-Berlin verhaftet und wurde bis 1949 politisch verfolgt. Er übersiedelte nach West-Berlin, war Steuerinspektor zur Wiederverwendung, Mitglied des Polizeiausschusses und erster stellvertretender Landesvorsitzender des Deutschen Beamtenbundes in Berlin.
Schaeler war von 1918 bis 1927 Mitglied der SPD und an der Gründung von Arbeiterjugendvereinen beteiligt. Von 1927 bis 1933 war er zudem Mitglied der Paneuropa-Bewegung und führend in der Ortsgruppe Bochum der Radikaldemokratischen Partei tätig. Von 1941 bis 1943 war er NSDAP-Mitglied. Nach 1949 war er Mitglied der FDP Berlin.
Er war von 1951 bis 1955 Mitglied des ersten Abgeordnetenhauses von Berlin.